# Anoplophora cheni
Anoplophora cheni es una especie de escarabajo longicornio del género Anoplophora, subfamilia Lamiinae. Fue descrita científicamente por Bi & N. Ohbayashi en 2015.
Se distribuye por China y Vietnam. Mide 20,1-23 milímetros de longitud. El período de vuelo de esta especie ocurre en los meses de mayo, julio y agosto.